# The Punisher (gra arcade)
The Punisher (jap. パニッシャー) – gra arcade wydana w 1993 roku przez Capcom najpierw na automaty. Gra oparta jest na postaci bezwzględnego pogromcy przestępczości Punishera, antybohatera uniwersum komiksów Marvel. Muzykę do gry skomponowała Yoko Shimomura.

## Gra
The Punisher jest to utrzymana w komiksowym stylu gra z gatunku bijatyk, w której Punisher i Nick Fury (inna postać z uniwersum Marvela, obsługiwana przez drugiego gracza) wyruszają na misję w celu wytropienia i zgładzenia szefa mafii – Kingpina (Wilson Fisk), po drodze likwidując innych przestępców.

### Rozgrywka
System gry opiera się ona na podobnym systemie jak inne tzw. bijatyki chodzone firmy Capcom wywodzące się z Final Fight. Inaczej jednak niż w wielu innych grach tego typu, obaj bohaterowie nie różnią się od siebie niczym poza wyglądem. Podobnie jak np. w Cadillacs and Dinosaurs, gracz korzysta z kilku rodzajów broni palnej (Ingram, M16, miotacz ognia), na przemian z walką wręcz i na bliski zasięg. Do dyspozycji są m.in. kije baseballowe, noże, topory, katany i shurikeny, jak również szereg broni improwizowanych (jak np. wiązki dynamitu, gazrurki, koła od samochodów i gaśnice, a nawet części zniszczonych robotów). W kilku fragmentach gry bohaterowie automatycznie wyciągają pistolety, do dyspozycji gracza jest też ograniczoną liczba granatów ręcznych (cios specjalny).

## Wersja domowa
Gra została wydana także na konsolę Sega Mega Drive w latach 1994 (USA) i 1995 (Europa). W czasie konwersji doszło do wielu zmian związanych z ograniczeniami sprzętowymi i cenzurą, z powodu czego wersja ta została nieco gorzej przyjęta przez graczy (w odróżnieniu od wersji oryginalnej, uważanej za jedną z najlepszych pozycji tego typu).